# Antoine Del Busso
Antoine Del Busso est un éditeur québécois.

## Biographie
Né à Spinete (Italie) le 4 mars 1945, Antoine Del Busso est établi à Montréal depuis 1955. Après des études primaires et secondaires à l’École Notre-Dame-de-la-Défense, à l’École Philippe-Aubert-de-Gaspé et au Collège Mont-Saint-Louis, il s’inscrit en 1967 à l’École d’architecture de l’Université de Montréal. En 1971, il obtient un baccalauréat ès science (Science politique) de cet établissement. Pendant quelques années il est à la fois professeur (Collège Montmorency, Laval) et éditeur. Depuis la fin des années 1970, il est éditeur à temps complet. Il est le conjoint d’Hélène Rudel-Tessier, également éditrice.

## Activités éditoriales
Depuis 2009 : Président de Del Busso éditeur (Montréal).
De 1998 à 2015 : Directeur général des Presses de l'Université de Montréal.
De 1992 à 2008 : Directeur des Éditions Fides (Montréal).
De 1990 à 1991 : Éditeur du Groupe Sogides (Éditions de l’Homme, Éditions du Jour, Quinze, VLB, L’Hexagone) (Montréal).
De 1977 à 1989 : Président-directeur général et principal actionnaire des Éditions du Boréal (Montréal).
De 1972 à 1976 : Directeur adjoint des Éditions du Renouveau pédagogique (Montréal).
De 1968 à 1972 : Chargé de projets d’édition, Centre de psychologie et de pédagogie (Montréal).

## Autres activités professionnelles
2009-2010 : Chargé de cours sur les pratiques de l’édition au Département de langue et de littérature françaises de l’Université McGill.
De 1995 à 2001 : Président de la Commission du livre et membre du Conseil d’administration de la Société de développement des entreprises culturelles (SODEC).
De 1993 à 1998 : Président de l’Association nationale des éditeurs de livres ANEL.
1991 : Membre du Groupe conseil sur la politique culturelle du Québec et cosignataire du Rapport Arpin.
Membre du Conseil d’administration de la Bibliothèque nationale du Québec.
Cofondateur et président de Québec Édition (comité d’éditeurs pour les salons et les foires à l’étranger) pendant plusieurs années.
Participation à divers organismes fédéraux ou québécois liés aux programmes d’aide publique à l’édition : Conseil des arts du Canada, ministère du Patrimoine canadien, Livres Canada Books, ministère de la Culture du Québec, Copibec (la société québécoise de gestion collective des droits de reproduction).
Membre du comité-conseil de la Chaire de gestion des arts Carmelle et Rémi-Marcoux (HEC Montréal).

## Prix et distinctions
- 2008 : Prix Fleury-Mesplet du Salon du livre de Montréal. Ce prix québécois est destiné à souligner le mérite d’une personne, d’un organisme ou d’une compagnie qui, par son action et son dynamisme, a contribué au progrès de l’édition au Québec. Ce prix porte le nom du premier imprimeur et fondateur du premier journal montréalais.
- 2003 : Membre de l’Ordre des francophones d’Amérique. Cette distinction, décernée annuellement à un nombre très restreint de personnalités, a pour objet de reconnaître les mérites de personnes qui se consacrent au maintien et à l’épanouissement de la langue de l’Amérique française.

## Sources
- Corriveau, Émilie, « Un premier laïc arrive à la direction de la maison », Le Devoir, 5 mai 2012.
- Corriveau, Émilie, « “Notre rôle, c’est de diffuser le savoir.” Et 1200 titres plus tard, les PUM sont cinquantenaires », Le Devoir, 27-28 octobre 2012, p. I1.
- Corriveau, Émilie, « À l’ère du numérique. Du papier à la toile. “Le numérique est un complément de notre travail” », Le Devoir, 27-28 octobre 2012, p. I2.
- Lamontagne, Marie-Andrée (sous la dir. de), Fides. 75 ans , Montréal, Fides, 2012, 79 p.  (ISBN 978-2-7621-3144-4)
- Michon, Jacques, Histoire de l'édition littéraire au Québec au XXe siècle, Montréal, Fides, 1990-2010, 3 vol.  (ISBN 2-7621-2091-8)  (ISBN 2-7621-2199-X)  (ISBN 978-2-7621-2896-3)
- Nadeau, Jean-François, « Salon du livre de Montréal. L’éditeur Antoine Del Busso reçoit le prix Fleury-Mesplet », Le Devoir, 22 novembre 2008.